# Љубав из освете
Љубав из освете (тур. Cesur ve Güzel) је турска телевизијска серија, снимана 2016. и 2017.
У Србији je 2019. приказивана на телевизији Пинк.

## Синопсис
Тахсин је глава породице Корлудаг — богатство које је годинама стицао и утицај у друштву чине да га се сви плаше, а не постоје место или институција у граду у којима он нема своје људе. Тахсин има двоје деце: син Корхан је за њега велико разочарање, али ћерку Сухан воли више од свега.
Корханова супруга Џахиде безуспешно покушава да остане у другом стању, истовремено страхујући да би Сухан у томе могла успети пре ње, што значи да би породично богатство прешло у руке њеног првенца. Плашећи се тог сценарија, она покушава да убије своју заову. Међутим, неће успети да спроведе свој опаки план у дело — у томе ће је спречити мистериозни странац Џесур, који ће спасти Суханин живот.
Тиме ће освојити не само њено срце, већ и наклоност строгог Тахсина. Ипак, нико не слути да је крв која тече његовим венама саткана од жеље за осветом. Међутим, љубав према Сухан натераће га да преиспита своју одлуку и поштеди Тахсина казне за грехе из прошлости...

## Сезоне
| Сезона | Сезона | Број епизода (н) / (и)        | Приказивање у Турској                | Приказивање у Србији                     |
| ------ | ------ | ----------------------------- | ------------------------------------ | ---------------------------------------- |
|        | 1      | 32 / 101 (1 — 32) / (1 — 101) | 10. новембар 2016 — 22. јун 2017. () | 10. јун 2019 — 20. децембар 2019. (Пинк) |

## Улоге
| Глумац             | Улога                                 | Епизода            |
| ------------------ | ------------------------------------- | ------------------ |
| Киванч Татлитуг    | Џесур Алемдароглу Џесур Карахасаноглу | 1-32               |
| Туба Бујукустун    | Сухан Корлудаг                        | 1-32               |
| Танер Левент       | Тахсин Корлудаг                       | 1-32               |
| Јигит Озшенер      | Риза Чирпиџи                          | 15-32              |
| Еркан Авџи         | Корхан Корлудаг                       | 1-32               |
| Серкан Алтунорак   | Булент Ајдинбаш                       | 1-32               |
| Сезин Акбашогулари | Џахиде Корлундаг                      | 1-32               |
| Деврим Јакут       | Михрибан Ајдинбаш                     | 1-32               |
| Нихан Бујукагач    | Адалет Сојозлу Корлудаг               | 1-32               |
| Тилбе Саран        | Фуген Карахасаноглу                   | 2-16               |
| Ирмак Орнек        | Ширин Турхан Бозлу                    | 1-32               |
| Фират Алтунмеше    | Кемал Бозлу                           | 1-32               |
| Зејнеп Кизилтан    | Хулија Јилдирим                       | 1-32               |
| Сердар Озер        | Серхат Саваштурк                      | 14-19; 22-32       |
| Гозде Туркпенче    | Бану Вардар                           | 1-32               |
| Окдај Корунан      | Салих Турхан                          | 1-22               |
| Муфит Кајаџан      | Рифат Илбеј                           | 1-32               |
| Ишил Дајиоглу      | Рејхан Турхан                         | 1-32               |
| Кахраман Сиври     | Мехмет Топакчи                        | 1-17               |
| Серхат Парил       | Туран Фишекчи                         | 4-9; 13; 15; 22-32 |
| Џансу Туреди       | Неџла                                 | 1-18; 24           |
| Синан Пекинтон     | Чинар Вардар                          | 7-15               |
| Али Пинар          | Хасан Карахасаноглу                   | 2-5; 9; 15         |
| Мирач Севсај       | Тахсин (млад)                         | 4-7; 9-10; 16      |
| Первин Багдат      | Нурхан Корлудаг                       | 3; 5; 10; 12; 15   |
| Јашар Акин         | Митхат Топакчи                        | 7-8; 10-11         |
| Јашар Узер         | Мутлу Сапиџи                          | 12-15              |
| Огулџан Јилмаз     | Џан Илбеј                             | 14-15; 18-19       |
| Назан Ајаз         | Зехра                                 | 2-5; 9; 11; 16-19  |
| Арас Онгун         | Омер                                  | 2-4; 12; 14        |
| Шехназ Болен       | Несрин Илбеј                          | 14-15              |
| Сибел Касапоглу    | Адалет (млада)                        | 5; 16              |
| Арда Калајџи       | Корхан (дете)                         | 3; 5; 9-10         |
| Алп Озер           | Џесур (дете)                          | 2-3; 6             |
| Елвин Дуру         | Сухан (дете)                          | 3; 5; 10           |
| Танем Озер         | Ширин (дете)                          | 3; 5               |
| Мерт Таник         | доктор Недим                          | 3                  |
| Ерај Бабаташ       | Ахмет                                 | 20                 |
| Суна Санџактар     | Белкис                                | 4                  |
| Мелис Ташкан       | Михрибан (млада)                      | 7                  |
| Орхан Јикилмаз     | Рифат (млад)                          | 5                  |